# احمد عبدالظاهر
احمد عبدالظاهر (عربی: أحمد عبد الظاهر؛ زادهٔ ۱۵ ژانویهٔ ۱۹۸۵) یک ورزشکار اهل مصر است.
از باشگاه‌هایی که در آن بازی کرده‌است می‌توان به باشگاه ورزشی الاهلی مصر و تیم ملی فوتبال مصر اشاره کرد.
وی همچنین در تیم‌های ملی فوتبال مصر ۱۴ آوریل ۲۰۱۳ بازی کرده است.